# Stephen Baxter
Stephen Baxter [stívn bêkstr], angleški pisatelj, * 13. november 1957, Liverpool, Anglija.
Baxter ustvarja na področju trde znanstvene fantastike.
Diplomiral je iz matematike in tehnike. Nanj je vplival Wells. Baxter je od leta 2006 ugledni podpredsednik mednarodnega Društva H. G. Wellsa. 
Njegova fantastika pada v tri glavne kategorije, vsaka z zelo različnim slogom in prizvokom.
Njegova zbirka romanov in kratkih zgodb Xeelee Sequence se dogaja v daljni prihodnosti, kjer človeštvo postaja druga najmočnejša rasa v Vesolju ob božanskih Xeeleejev. Razvoj likov je manj pomemben, zaradi opisa naprednih teorij in zamisli, kot so resnična narava Velikega Atraktorja, golih singularnosti in velik boj med barionskimi in temnosnovnimi oblikami življenja. Zgleda za romana, napisana v tem slogu, sta Obroč (Ring) in Neskončnost podobna času (Timelike Infinity).
1. ↑  Internet Speculative Fiction Database — 1995.
2. ↑  NooSFere — 1999.
3. ↑  Catalogo Vegetti della letteratura fantastica
4. ↑  Nacionalna zbirka normativnih podatkov Češke republike